# Матей Матич
Матей Матич (хорв. Matej Matić; нар. 5 червня 2004, Загреб, Хорватія) — хорватський футболіст, центральний захисник житомирського «Полісся».

## Клубна кар'єра

### Ранні роки. «Локотмотива» (Загреб)
Народився в Загребі. Вихованець «Гориці», звідки наприкінці січня 2018 року потрапив до структури «Локомотиви». Виступав за юнацькі (U-17) та (U-19) команди клубу. За команду U-19 зіграв 31 матч та відзначився 2-ма голами. У футболці столичного клубу дебютував 28 січня 2023 року в програному (1:2) виїзного поєдинку 19-го туру чемпіонату Хорватії проти загребського «Динамо». Матей вийшов на поле на 46-й хвилині замість Хайдіна Саліху. У сезоні 2022/23 років цей матч став єдиним для Матича в першій команді. Наступного сезону зіграв 4 матчі в чемпіонаті Хорватії та 1 поєдинок у кубку Хорватії. На початку липня 2024 року вільним агентом залишив команду.

### «Полісся» (Житомир)
1 липня 2024 року уклав 4-річний контракт з «Поліссям».

## Кар'єра в збірній
У футболці юнацької збірної Хорватії (U-18) дебютував 10 жовтня 2021 року в програному (1:2) товариському матчі проти однолітків з Бельгії. Матей вийшов на поле в стартовому складі та відіграв увесь матч. З 2021 по 2022 рік провів 4 товариські поєдинки за команду U-18. У 2023 році зіграв 1 матч за юнацьку збірну Хорватії (U-19).